# مجدي الخالدي
مجدي عبد الرحمن محمد الخالدي (وُلد في 14 أبريل 1961 في غزة)، دبلوماسي وسفير ووزير فلسطيني، يشغل منصب مستشار الرئيس الفلسطيني محمود عباس للشؤون الدبلوماسية، وهو عضو المجلس الوطني الفلسطيني والمجلس المركزي الفلسطيني.

## نشأته وتحصيله العلمي
وُلد مجدي عبد الرحمن محمد الخالدي في غزة بتاريخ 14 أبريل 1961، والده فلسطيني لاجئ هاجر عام 1948 من مدينة الرملة في فلسطين. تلقى مجدي الخالدي تعليمه الابتدائي والإعدادي والثانوي في مدارس مصر، وحاز على الشهادة الثانوية المصرية.
حصل الخالدي على درجة البكالوريس في «الهندسة» من رومانيا عام 1984، بعد ذلك غادر إلى كندا والولايات المتحدة الأمريكية حيث حصل على درجة الماجستير في «صناعة التكنولوجيا»، ثم حصل على درجة الدكتوراة في «الإدارة» من المكسيك، وعلى دبلوم في «الحكم الرشيد» من جامعة هارفارد.

## حياته السياسية والدبلوماسية
شارك الخالدي في طاقم المفاوضات الفلسطيني بين عامي 1992 و1993، وفي ديسمبر 1994 أصبح مديرًا عامًا لوزارة التخطيط والتعاون الدولي الفلسطينية، وفي عام 2002 أصبح وكيلاً مساعدًا لذات الوازرة.
أصبح الخالدي عام 2004 مستشاراً لرئيس الوزراء الفلسطيني محمود عباس، وفي عام 2005 أصبح مستشاراً للرئيس الفلسطيني المنتخب محمود عباس، وفي ذات العام 2005 حصل على رتبة سفير في وزارة الخارجية الفلسطينية، وفي عام 2013 حصل على درجة وزير.

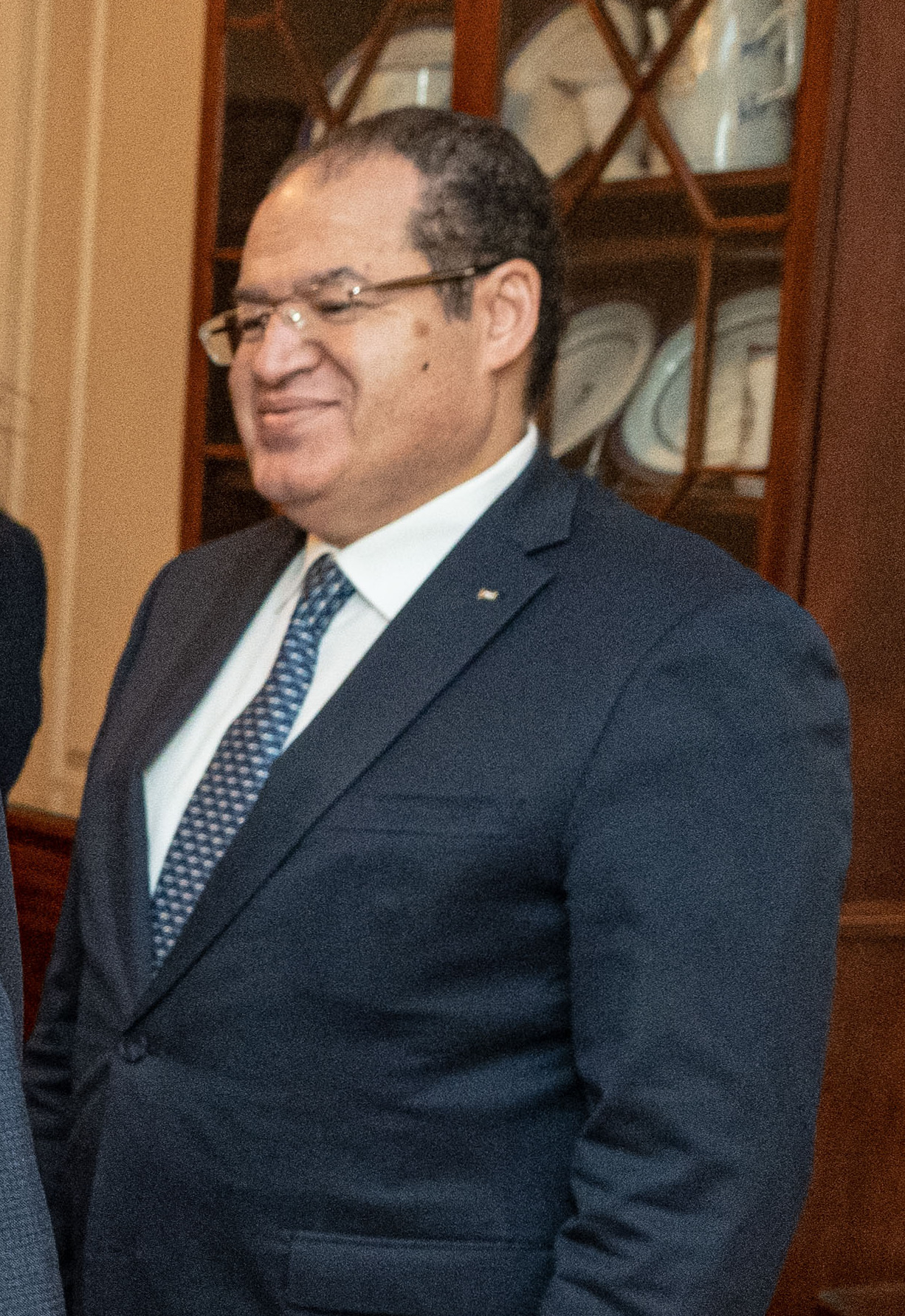
مجدي الخالدي، 4 أكتوبر 2022.

## أوسمة
- : في عام 2015، منحه الرئيس الإيطالي سيرجيو ماتاريلا، وسام استحقاق الجمهورية الإيطالية من رتبة فارس، بحضور الرئيس الفلسطيني محمود عباس.[8][9]
- : في عام 2016، جرى تقليده بوسام جوقة الشرف الفرنسية من رتبة قائد.[10]
- : في عام 2016، حاز على وسام الاستحقاق المدني الإسباني.[11]
- : في عام 2018، جرى تقليده بوسام ريو برانكو البرازيلي من المرتبة العليا.[12][13]